# Фриганас, Ставрос
Ставрос Фриганас или Ставрос Фриганас де Пасе (греч. Σταύρος Φρυγανάς, исп. Stavros Fryganas de Pace; 1906, Афины — 7 августа 1996, Малага) — греческий шахматист и шахматный функционер.
Победитель 2-го неофициального чемпионата Греции (1935 г.).
Президент Греческой шахматной федерации до 1957 г.
Большую часть жизни прожил за пределами Греции. Большое внимание уделял налаживанию международных связей. В частности, неоднократно лично встречался с Эм. Ласкером (в 1925 и 1931 гг.). Последние годы провел в Малаге. В 1980 г. принял участие в чемпионате города и занял в турнире 5-е место.